# Ferrando Bruno
Ferrando Bruno är ett drama av Carl Jonas Love Almqvist. Texten ingår i band I av den så kallade imperialoktavupplagan av Törnrosens bok, vilket utkom 1839. Pjäsen utspelar sig i andevärlden dit den italienske riddaren Ferrando kommit. Merparten av dramat är på blankvers men där finns även inslag av rimmade jamber.
Ferrando Bruno hade urpremiär 1955 på Radioteatern i regi av Palle Brunius med Ulla Sjöblom. 1992 sattes den upp på Teater Galeasen i regi av Stig Larsson med Leif Andrée, Duncan Green, Ingela Olsson och Mikael Persbrandt.